# État de Monagas
Pour les articles homonymes, voir Monagas.
Monagas est un État du Venezuela. Sa capitale est Maturín. En 2011, sa population s'élève à 905 443 habitants.

## Démographie, société et religions

### Démographie
Selon l'Institut national de la statistique (Instituto Nacional de Estadística en espagnol), la population a augmenté de 27.06 % entre 2001 et 2011 et s'élève à 905 443 habitants lors de ce dernier recensement :
| 2001    | 2011    |
| ------- | ------- |
| 712 626 | 905 443 |

## Administration et politique

### Subdivisions
L'État est divisé en 13 municipalités totalisant 40 divisions territoriales dont 31 paroisses civiles et 9 « capitales », ou « parroquia capital », en espagnol. En effet, dans la majorité des municipalités de l'État, la législation n'accorde pas de type de nom particulier à la division correspondant au territoire où se situe son chef-lieu ; l'Institut national de la statistique du Venezuela a créé le terme de « parroquia capital », ici traduit par le terme « capitale » à cette fin ; cette division territoriale et statistique est identifiée dans ce présent tableau par le nom en italiques suivi d'une astérisque :
| Municipalité    | Localisation | Chef-lieu              | Nombre de divisions territoriales (paroisses civiles + « capitales ») | Paroisses civiles (capitales) | Population (2001) | Population (2011) |
| --------------- | ------------ | ---------------------- | --------------------------------------------------------------------- | --- | ----------------- | ----------------- |
| Acosta          |              | San Antonio de Maturín | 2 (1 + 1)                                                             | Capitale Acosta * (San Antonio de Maturín) San Francisco (San Francisco) | 16 836            | 18 218            |
| Aguasay         |              | Aguasay                | 0                                                                     | (aucune) | 9 853             | 11 856            |
| Bolívar         |              | Caripito               | 0                                                                     | (aucune) | 34 975            | 38 648            |
| Caripe          |              | Caripe                 | 6 (5 + 1)                                                             | Capitale Caripe * (Caripe) El Guácharo (El Guácharo) La Guanota (La Guanota) Sabana de Piedra (Sabana de Piedra) San Agustín (San Agustín) Teresén (Teresén)                                                                                            | 31 353            | 33 738            |
| Cedeño          |              | Caicara de Maturín     | 4 (3 + 1)                                                             | Areo (Areo) Capitale Cedeño * (Caicara de Maturín) San Félix (San Félix) Viento Fresco (Viento Fresco) | 27 894            | 34 463            |
| Ezequiel Zamora |              | Punta de Mata          | 2 (1 + 1)                                                             | Capitale Ezequiel Zamora * (Punta de Mata) El Tejero (El Tejero) | 52 122            | 62 751            |
| Libertador      |              | Temblador              | 4 (3 + 1)                                                             | Capitale Libertador * (Temblador) Chaguaramas (Chaguaramas) Las Alhuacas (Las Alhuacas) Tabasca (Tabasca) | 35 479            | 45 274            |
| Maturín         |              | Maturín                | 11 (10 + 1)                                                           | Alto de los Godos (Maturín) Boquerón (Maturín) Capitale Maturín * (Maturín) El Corozo (El Corozo) El Furrial (El Furrial) Jusepín (Jusepín) Las Cocuizas (Maturín) Santa Cruz (Maturín) La Pica (La Pica) San Simón (Maturín) San Vicente (San Vicente) | 404 649           | 542 259           |
| Piar            |              | Aragua de Maturín      | 7 (6 + 1)                                                             | Aparicio (Aparicio) Capitale Piar * (Aragua de Maturín) Chaguaramal (Chaguaramal) El Pinto (El Pinto) Guanaguana (Guanaguana) La Toscana (La Toscana) Taguaya (Taguaya)                                                                                 | 38 934            | 46 610            |
| Punceres        |              | Quiriquire             | 2 (1 + 1)                                                             | Cachipo (Cachipo) Capitale Punceres * (Quiriquire) | 24 175            | 27 954            |
| Santa Bárbara   |              | Santa Bárbara          | 0                                                                     | (aucune) | 7 709             | 9 809             |
| Sotillo         |              | Barrancas del Orinoco  | 2 (1 + 1)                                                             | Capitale Sotillo * (Barrancas del Orinoco) Los Barrancos de Fajardo (Los Barrancos de Fajardo) | 20 510            | 24 238            |
| Uracoa          |              | Uracoa                 | 0                                                                     | (aucune) | 8 137             | 9 625             |
| Total           |              |                        | 40 (31 + 9)                                                           | | 712 626           | 905 443           |

### Organisation des pouvoirs
Le pouvoir exécutif est l'apanage du gouverneur. L'actuel gouverneur est Ernesto Luna depuis le 22 novembre 2021.
| Photo | Période | Nom du gouverneur                     | Parti politique       | Résultat électoral | Notes   |                                                                                               |
| ----- | ------- | ------------------------------------- | --------------------- | ------------------ | ------- | --------------------------------------------------------------------------------------------- |
|       | 1989    | 1989-1992                             | Guillermo Call        | AD                 | 58.05 % | Premier gouverneur élu aux élections directes                                                 |
|       | 1992    | 1992-1995                             | Guillermo Call        | AD                 | 52.45 % |                                                                                               |
|       | 1995    | 1995-1998                             | Luis Eduardo Martínez | AD                 | 48.34 % |                                                                                               |
|       | 1998    | 1998 - 31 janvier 2000                | Luis Eduardo Martínez | AD                 | 51.74 % | Démissionne le 31 janvier 2000, remplacé par le secrétaire du gouvernement.                   |
|       | -       | 2000                                  | Miguel Gómez          | MAS                | -       | Désigné par la commission législative nationale                                               |
|       | 2000    | 2001-2004                             | Guillermo Call        | AD                 | 41.25 % |                                                                                               |
|       | 2004    | 2004-2008                             | José Gregorio Briceño | Migato-MVR         | 58.28 % |                                                                                               |
|       | 2008    | 2008-2012                             | José Gregorio Briceño | PSUV               | 64.86 % |                                                                                               |
|       | 2012    | 28 décembre 2012 - 2017               | Yelitze Santaella     | PSUV               | 55.11 % |                                                                                               |
|       | 2017    | 2017 - 20 août 2021                   | Yelitze Santaella     | PSUV               | 54.07 % | Quitte son poste à sa nomination le 19 août 2021 comme ministre vénézuélienne de l'Éducation. |
|       | -       | 21 août 2021 - 21 novembre 2021       | Cosme Arzolay         |                    | -       | intérim                                                                                       |
|       | 2021    | Depuis le 22 novembre 2021 (en cours) | Ernesto Luna          | PSUV               | 45.59 % | Actuel gouverneur                                                                             |

## Économie

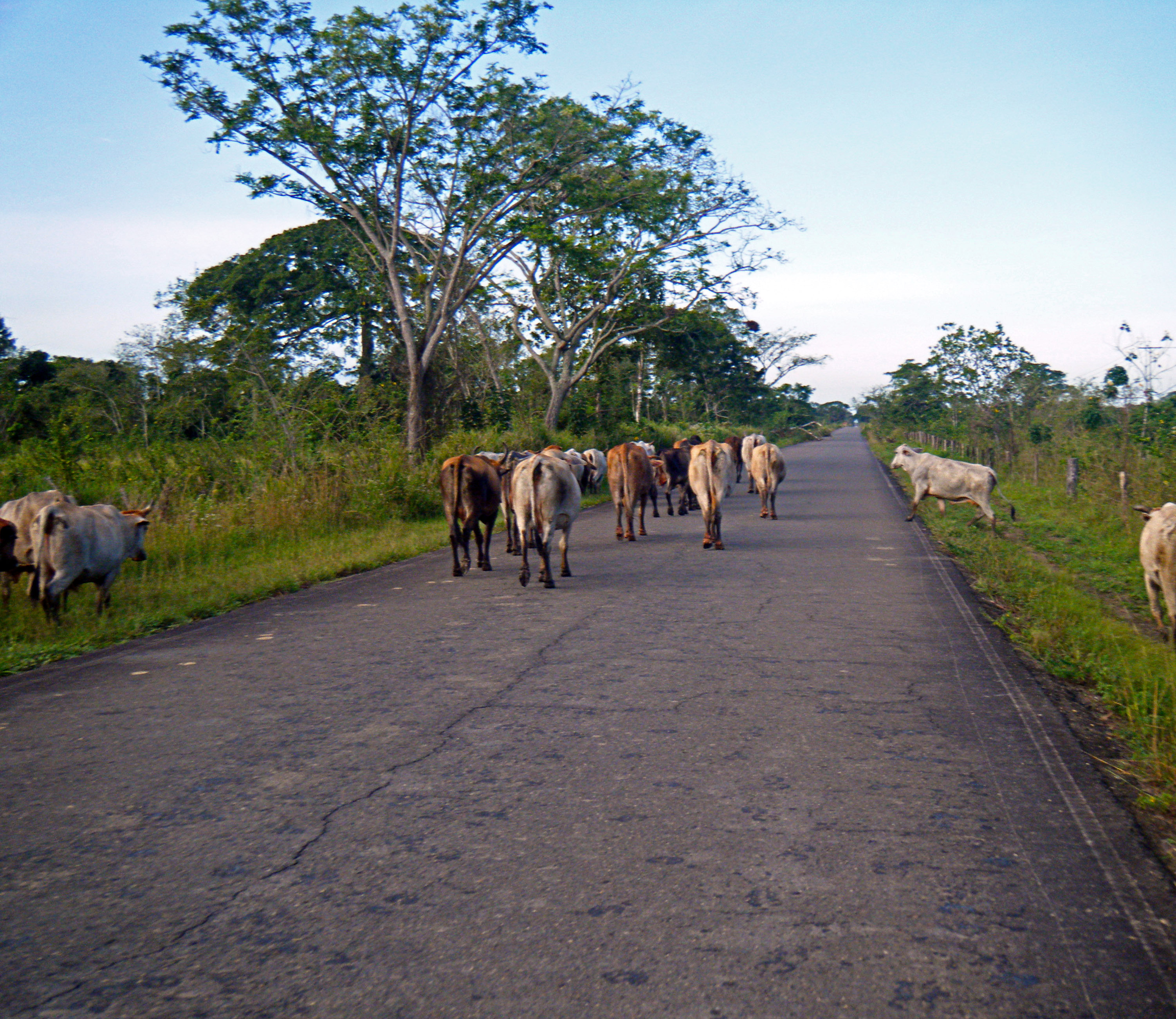
Elevage sur l'état Monagas.

L'économie de Monagas repose sur l'agriculture et l'élevage.

## Culture

### Gastronomie

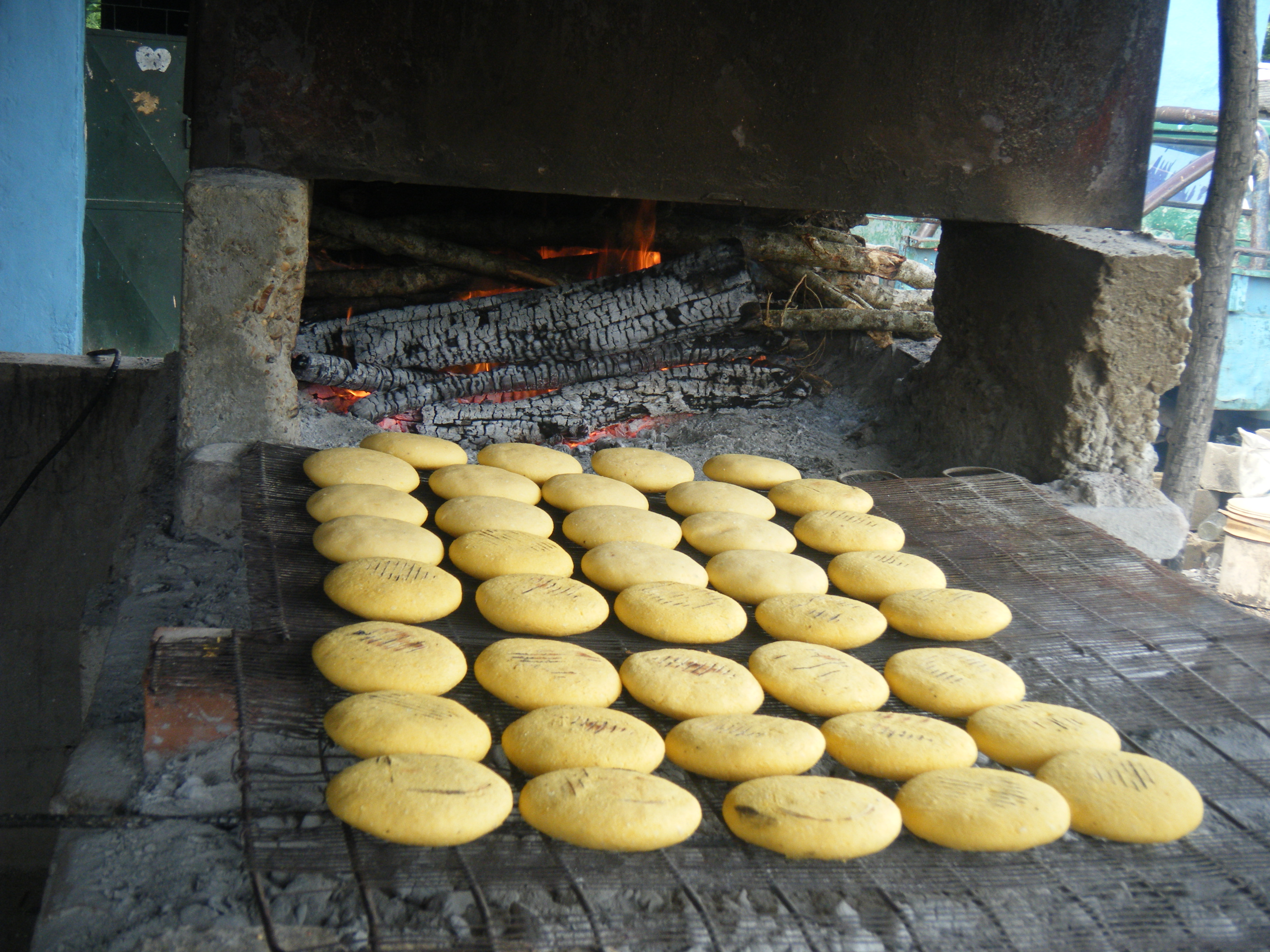
Arepas à Monagas.

Les plats typiques de l'état de Monagas sont arepa (une sorte de pain en maïs), cachapa (une omelette faite de maïs), casabe, empanada, mondongo (une sorte de soupe), queso de mano, une jalea de Guayaba (gelée guayaba), carne en vara (viande grillée sur un bâton).

### Jumelage
L'État de Monagas est jumelée avec:
- Comté de Miami-Dade, États-Unis.

## Sources
- (es) Cet article est partiellement ou en totalité issu de l’article de Wikipédia en espagnol intitulé « Gobernador de Monagas » (voir la liste des auteurs).